# OTA (informàtica)
OTA (acrònim anglès d'over-the-air programming o programació sense fils) es refereix a diversos mètodes de distribució de programari i/o configuració de paràmetres que utilitzen diferents aparells com telèfons mòbils, enrutadors, receptors de televisió i perifèrics informàtics de tota mena.
Mecanisme:
La funcionalitat OTA requereix que el dispositiu tingui unes característiques adequades de maquinari i programari, per a fer possible la transferència d'actualitzacions de programari i/o paràmetres diversos.
Característiques:
- Permet actualitzacions de programari i/o paràmetres sense connectors ni eines especials, d'una manera transparent.
- Permet actualitzacions a molts dispositius al mateix temps.